# Bufniță și prietenii lui
Bufniță și prietenii lui (în franceză La Chouette & Cie, în engleză The Owl & Co) este un serial de animație francez de televiziune produs de Studio Hari. Acesta se bazează pe episoadele scurte cu Bufnița din 2006.
Premiera serialului în România a fost pe 22 iunie 2015 pe canalul Boomerang, iar pe 19 iunie 2021 pe Minimax sub numele de Bufnița SRL.

## Premis
O bufniță roz foarte haioasă care plutește deasupra picioarelor, trebuie să fie cea mai ghinionistă ființă din lume. Dorința lui cea mai mare este să se odihnească pe crenga lui din copac, însă locuitorii din pădure au alte planuri și îi deranjează de fiecare dată cu problemele lor. Pentru morăcănoasa bufniță, nimic nu este mai greu decât să fie deranjat de zgomot și de vecini. Oare bufnița atrage problemele? Oricum, el are darul de a face cele mai neinspirate alegeri, iar dorința lui de a sta în liniște și pace este sortită eșecului.

## Personaje
- Bufnița (en. Owl) - Protagonistul serialului, Bufnița este o bufniță roz mută, puțin cam morocănoasă, cu picioare albastre ce plutesc deasupra capului ei imens. Întotdeauna încearcă să prindă omizi pentru a le mânca dar niciodată nu reușește și sfârșește de obicei rupându-se în bucăți. Nu e prea prietenoasă cu celelalte personaje, deoarece aceștia de cele mai multe ori o împiedică să ajungă la ce vrea, adică la omizi.
- Oaie (en. Sheep) - Este unul dintre ''prietenii'' Bufniței. El este o oaie obișnuită care trăiește într-un copac.Oaia este dornic de joacă și vrea să fie prietenul tuturor,însă Bufnița  e de altă părere.El vrea să aibă condiția fizică ca a Broaștei.
- Broască (en. Frog) - Este un alt ''prieten'' de-al Bufniței. El este o broască cu condiție fizică bună care în unele episoade se dă mare de această "calitate". Broasca când nu primește ceea ce vrea aproape că devine la fel de morocănos ca bufnița.
- Gândăcel (en. Stick) - Încă unul din ''prietenii'' Bufniței, el este un băț cu patru mâini care este un geniu și crede că știința este mai bună decât natura. El este destul de plăcut de bufniță, căci el chiar poate să prindă omizile pe care bufnița și le dorește.
- Liliac (en. Bat) - Este una dintre "prietenele" Bufniței. Ea este un liliac foarte enervant pentru bufniță, dar de fapt este o iubitoare a naturii și foarte bună la inimă și mereu încearcă să mențină armonia în pădure. În episodul "Toți prietenii mei" s-a declarat un război între Liliac și Broască ca să se afle cine are cei mai mulți prieteni.

## Dublajul în limba română

### Versiunea Boomerang
Dublajul a fost realizat în studiourile Fast Production Film.
- Ionuț Grama - Oaie
- Ionuț Ionescu - Broască
- Marin Fagu - Gândăcel
- Anca Iliese - Liliac
- Verginia Rotaru - Pui
- Cătălin Rotaru - Cocoș, Dihor, Flamingo, Cârtiță, Pinguin, Pescăruș
- Ernest Fazekas - Monstru, Lampă

### Versiunea Minimax
Dublajul a fost realizat de studiourile Iyuno-SDI Group România:
- Răzvan Vicoveanu - Oaie
- Sebastian Lupu - Broască
- Sorin Ionescu - Gândăcel
- Georgia Căprărin - Liliac
- Daria Oprea / Ștefana Dușe - Pui
- Florian Silarghi - Cocoș, alte voci

## Episoade
| Premiera în România | N/o | Titlu în română                                  | Titlu în engleză                     |
| ------------------- | --- | ------------------------------------------------ | ------------------------------------ |
|                     |     |                                                  |                                      |
| PRIMUL SEZON        |     |                                                  |                                      |
|                     |     |                                                  |                                      |
| 22.06.2015          | 01  | Bufnița meteor                                   | Meteor-Owl                           |
|                     |     |                                                  |                                      |
| 22.06.2015          | 02  | Cosmo-bufnița                                    | The Owl-o-naut                       |
|                     |     |                                                  |                                      |
| 22.06.2015          | 03  | Dezastru natural                                 | Natur’Owl Disaster                   |
|                     |     |                                                  |                                      |
| 23.06.2015          | 04  | Nu am făcut nimic                                | Owl Do Anything                      |
|                     |     |                                                  |                                      |
| 23.06.2015          | 05  | Costum de vis                                    | Costume Dram’ Owl                    |
|                     |     |                                                  |                                      |
| 23.06.2015          | 06  | Bufnița de laborator                             | Guinea Pig Owl                       |
|                     |     |                                                  |                                      |
| 24.06.2015          | 07  | Bufnița cu surprize                              | Surprise Surprise Owl                |
|                     |     |                                                  |                                      |
| 24.06.2015          | 08  | Lampa magică                                     | Magic Owl-Lamp                       |
|                     |     |                                                  |                                      |
| 24.06.2015          | 09  | Prințesa și bufnița                              | The Princess And The Fr'Owl          |
|                     |     |                                                  |                                      |
| 25.06.2015          | 10  | Toți prietenii mei                               | Owl My Friends                       |
|                     |     |                                                  |                                      |
| 25.06.2015          | 11  | E o treabă murdară dar Bufnița trebuie să o facă | Dirty Work But Some Owl Has To Do It |
|                     |     |                                                  |                                      |
| 25.06.2015          | 12  | Bufniță surogat                                  | Surrog'Owl                           |
|                     |     |                                                  |                                      |
| 26.06.2015          | 13  | Bufnița paparazo                                 | Papparaz'Owl                         |
|                     |     |                                                  |                                      |
| 26.06.2015          | 14  | Bufnița exigentă                                 | Trapper Owl                          |
|                     |     |                                                  |                                      |
| 26.06.2015          | 15  | Bufnița pe cale de dispariție                    | Spec'Owl Species                     |
|                     |     |                                                  |                                      |
| 29.06.2015          | 16  | Zeitatea antică                                  | Roy'owl Regime                       |
|                     |     |                                                  |                                      |
| 29.06.2015          | 17  | O bufniță excepțională                           | Junk F'owl                           |
|                     |     |                                                  |                                      |
| 29.06.2015          | 18  | Concursul de sărituri pentru oi                  | Owl-o-matic                          |
|                     |     |                                                  |                                      |
| 30.06.2015          | 19  | Bufnița flamingo                                 | „L” Plate Owl                        |
|                     |     |                                                  |                                      |
| 30.06.2015          | 20  | Super bufnița                                    | Super Owl                            |
|                     |     |                                                  |                                      |
| 30.06.2015          | 21  | De-a vați ascunselea                             | H'Owl And Seek                       |
|                     |     |                                                  |                                      |
| 01.07.2015          | 22  | Cutia cu surprize                                | Lottery Dr'Owl                       |
|                     |     |                                                  |                                      |
| 01.07.2015          | 23  | Sughițul                                         | Horrib'Owl Night                     |
|                     |     |                                                  |                                      |
| 01.07.2015          | 24  | Zâna bufniță                                     | Fairy G'Owl-Mother                   |
|                     |     |                                                  |                                      |
| 02.07.2015          | 25  | Vedere dublă                                     | Seing Doub'Owl                       |
|                     |     |                                                  |                                      |
| 02.07.2015          | 26  | Bufnița circar                                   | Circus Owl                           |
|                     |     |                                                  |                                      |
| 24.08.2015          | 27  | Ceasul                                           | Cuck'Owl Clock                       |
|                     |     |                                                  |                                      |
| 25.08.2015          | 28  | Bufnița și țara minunilor                        | Owl In Wonderland                    |
|                     |     |                                                  |                                      |
| 26.08.2015          | 29  | Cățelul bufniței                                 | Pets-We-Owl                          |
|                     |     |                                                  |                                      |
| 27.08.2015          | 30  | Expulzarea bufniței                              | Owl Alone                            |
|                     |     |                                                  |                                      |
| 28.08.2015          | 31  | Întâlniri de gradul trei                         | Close Encounters Of The Owl Kind     |
|                     |     |                                                  |                                      |
| 31.08.2015          | 32  | Bătaia supremă                                   | Battle Roy'Owl                       |
|                     |     |                                                  |                                      |
| 01.09.2015          | 33  | Monstrul Loch-bufniță                            | Loch Owl Monster                     |
|                     |     |                                                  |                                      |
| 02.09.2015          | 34  | Pirații din Carai-bufniță                        | Pirates Of The Carib'Owl             |
|                     |     |                                                  |                                      |
| 03.09.2015          | 35  | Bufnița grădinar                                 | Vegetab'Owl                          |
|                     |     |                                                  |                                      |
| 04.09.2015          | 36  | Dracu-bufnița                                    | Dracul'Owl                           |
|                     |     |                                                  |                                      |
| 07.09.2015          | 37  | Întoarcerea lui Tutakham-bufniță                 | The Return Of Tutakham'Owl           |
|                     |     |                                                  |                                      |
| 08.09.2015          | 38  | Fantoma                                          | Midnight Phant'Owl                   |
|                     |     |                                                  |                                      |
| 09.09.2015          | 39  | Pescărușul                                       | Seag'Owl Surprise                    |
|                     |     |                                                  |                                      |
| 10.09.2015          | 40  | Telecomanda                                      | Radio Contr'Owl                      |
|                     |     |                                                  |                                      |
| 11.09.2015          | 41  | Cochilia                                         | Slinky As A Sn'Owl                   |
|                     |     |                                                  |                                      |
| 14.09.2015          | 42  | Hipnoza                                          | Hypn'Owl                             |
|                     |     |                                                  |                                      |
| 15.09.2015          | 43  | Excali'bufnița                                   | Excalib’Owl                          |
|                     |     |                                                  |                                      |
| 16.09.2015          | 44  | Eu Tarzan, tu Bufniță                            | Me Tarzan, You Owl                   |
|                     |     |                                                  |                                      |
| 17.09.2015          | 45  | O zi de coșmar                                   | Diffic'Owl Day                       |
|                     |     |                                                  |                                      |
| 19.10.2015          | 46  | Bufnița dă cumpănat                              | Bad Tempered Owl!                    |
|                     |     |                                                  |                                      |
| 19.10.2015          | 47  | Meteoritul                                       | Immoveab'Owl                         |
|                     |     |                                                  |                                      |
| 19.10.2015          | 48  | Vina lui Bufniță                                 | G'Owlty                              |
|                     |     |                                                  |                                      |
| 20.10.2015          | 49  | Tatăl adoptiv                                    | Adopt A Owl                          |
|                     |     |                                                  |                                      |
| 20.10.2015          | 50  | Jocul video                                      | Vide'Owl                             |
|                     |     |                                                  |                                      |
| 20.10.2015          | 51  | Afacere cu omizi                                 | Fun'Owl Business                     |
|                     |     |                                                  |                                      |
| 21.10.2015          | 52  | Bufnița mea norocoasă                            | You Are My Lucky Owl!                |
|                     |     |                                                  |                                      |
| 21.10.2015          | 53  | Bufnița de gumă                                  | Bubble Gum Owl                       |
|                     |     |                                                  |                                      |
| 21.10.2015          | 54  | Bufnița roșie                                    | Little Red Riding Owl                |
|                     |     |                                                  |                                      |
| 22.10.2015          | 55  | Activități paramormale                           | Paran-Owl-mal Activity               |
|                     |     |                                                  |                                      |
| 22.10.2015          | 56  | Epidemia                                         | Cont-Owl-gion                        |
|                     |     |                                                  |                                      |
| 22.10.2015          | 57  | Conserve pentru bufniță                          | Tin'Owl                              |
|                     |     |                                                  |                                      |
| 23.10.2015          | 58  | Spiridușul bufniță                               | Leprech'Owl                          |
|                     |     |                                                  |                                      |
| 23.10.2015          | 59  | Familia bufniță Crusoe                           | Swiss Family Owl'Binson              |
|                     |     |                                                  |                                      |
| 23.10.2015          | 60  | Bufnița din adânc                                | Deep Sea Dive Owl                    |
|                     |     |                                                  |                                      |
| 26.10.2015          | 61  | Piatra filo-Bufniț-ofală                         | The Philosopher's Owl                |
|                     |     |                                                  |                                      |
| 26.10.2015          | 62  | Polul Sud                                        | South P'Owl                          |
|                     |     |                                                  |                                      |
| 26.10.2015          | 63  | Bunul meu prieten Bufniță                        | My Good Friend Owl                   |
|                     |     |                                                  |                                      |
| 27.10.2015          | 64  | Abraca-Bufniță                                   | Abracad'Owl                          |
|                     |     |                                                  |                                      |
| 27.10.2015          | 65  | Bufniță pe gheață                                | Owl'Iday On Ice                      |
|                     |     |                                                  |                                      |
| 27.10.2015          | 66  | Țeava                                            | Hose'Owl                             |
|                     |     |                                                  |                                      |
| 28.10.2015          | 67  | Bufnița Samurai                                  | The Owl'th Samurai                   |
|                     |     |                                                  |                                      |
| 28.10.2015          | 68  | Bufnița dezumflată                               | Blow Up Owl                          |
|                     |     |                                                  |                                      |
| 28.10.2015          | 69  | Flamengo cel magnific                            | Magic Owl                            |
|                     |     |                                                  |                                      |
| 29.10.2015          | 70  | Bufniță rocker                                   | Rock'n'Owl                           |
|                     |     |                                                  |                                      |
| 29.10.2015          | 71  | Bufnița la curățenie                             | Tidy Up Owl                          |
|                     |     |                                                  |                                      |
| 29.10.2015          | 72  | Invitația                                        | Night Owl                            |
|                     |     |                                                  |                                      |
| 30.10.2015          | 73  | Moș Bufniță                                      | Santa Cl'Owl                         |
|                     |     |                                                  |                                      |
| 30.10.2015          | 74  | Bigfoot                                          | Abominab'Owl Snowman                 |
|                     |     |                                                  |                                      |
| 30.10.2015          | 75  | Apocalipsa                                       | Holy Owl!                            |
|                     |     |                                                  |                                      |
| 02.11.2015          | 76  | Bufniță invizibilul                              | Invisib'Owl                          |
|                     |     |                                                  |                                      |
| 02.11.2015          | 77  | Bufniță bucătarul                                | Gastro'Owl                           |
|                     |     |                                                  |                                      |
| 02.11.2015          | 78  | Bufnița terminator                               | Termin'Owl                           |
|                     |     |                                                  |                                      |